# Skimmia
Skimmia er en slægt med arter, der er udbredt i Himalaya, Kina, Korea, Japan og på Filippinerne. Alle steder foretrækker arterne kølige, fugtige steder med let skygge. Det er stedsegrønne buske eller små træer med spredtstillede, hele og læderagtige blade med hel rand. Blomsterne er samlet i endestillede stande, der enten består af udelukkende hunlige eller af udelukkende hanlige blomster. De enkelte blomster er 4- eller 5-tallige og uregelmæssige derved, at enten de hunlige (frugtanlægget) eller de hanlige (støvdragerne) dele af blomsten mangler. Kronbladene er hvide eller svagt rødlige. Frugterne er røde eller sorte, stenfrugtagtige bær med et saftigt frugtkød og 1-5 frø.
| Beskrevne arter |

- Japansk skimmia (Skimmia japonica): Russisk Østasien, Kurilerne, Sakhalin, Japan, Ryukyu-øerne, Taiwan og Filippinerne
- Kinesisk skimmia (Skimmia reevesiana): Kina, Taiwan, Burma, Vietnam og Filippierne

| Andre arter |

- Skimmia anquetilia: Afghanistan, Pakistan, Nepal og Nordindien
- Skimmia arborescens: Kina, Bhutan, Nordindien, Nepal, Burma, Laos, Thailand og Vietnam
- Skimmia laureola: Kina, Bhutan, Nepal og Nordindien